# Il demone dai capelli bianchi
Il demone dai capelli bianchi è un romanzo scritto da Ranpo Edogawa; pubblicato nel 1932 e tradotto per la prima volta da Diego Cucinelli per il mercato italiano nel 2020, pubblicato da Elliot Edizioni. 

## Trama
Omuta Toshikiyo è un ricco nobile giapponese, erede di una potente casata; ha una moglie bellissima (Ruriko) e un amico al quale è molto legato (Kawamura). Dopo la sua morte, avvenuta in circostanze misteriose, si risveglia nel corpo di un demone e scopre una terribile verità: sua moglie lo tradiva con il suo amico ed entrambi sono incuranti della sua scomparsa. È lo stesso protagonista a raccontarci la sua storia da una prigione dove è rinchiuso dopo un'atroce vendetta.